# Symplecta (Symplecta) holdgatei
Symplecta (Symplecta) holdgatei is een tweevleugelige uit de familie steltmuggen (Limoniidae). De soort komt voor in het Afrotropisch gebied.